# Leucettidae
Famille
La famille des Leucettidae est une famille d'animaux de l'embranchement des Porifera au sein de l'ordre Clathrinida. Les espèces rangées dans ce taxon sont marines.

## Liste des genres
Selon World Register of Marine Species (8 février 2017) :
- genre Leucetta Haeckel, 1872
- genre Pericharax Poléjaeff, 1883